# 웅포 해전
웅포 해전(熊浦海戰) 또는 웅천 해전(熊川海戰)은 1593년 이순신이 삼도수군통제사가 되기 전, 원균의 경상우수영 함대와 이억기의 전라우수영 함대와 연합하여 왜군 100여 명을 사살한 전투이나, 이 해전에서 조선군 배 2척이 전복되었다.

## 승패에 관한 이견
한국에서는 수많은 적선을 침몰시켰다고 주장함으로 보아 한국이 이겼다고 주장하고 있으나 일본에서는 조선 배 2척이 전복됨으로 보아 일본이 이겼다고 주장하고 있다. 일본은 이순신이 자기가 치른 해전 중 3번의 패전을 경험하였다고 주장하기까지 한다.